# لمعاشات (أولاد اسماعيل)
لمعاشات هو دُوَّار يقع بجماعة أولاد حسين، إقليم الجديدة، جهة الدار البيضاء سطات في المملكة المغربية. ينتمي الدوّار لمشيخة أولاد اسماعيل التي تضم 10 دواوير. يقدر عدد سكانه بـ 272 نسمة حسب الإحصاء الرسمي للسكان والسكنى لسنة 2004.

## روابط خارجية
- البوابة الوطنية للجماعات الترابية نسخة محفوظة 12 مارس 2018 على موقع واي باك مشين.
- المندوبية السامية للتخطيط